# Luques Curtis

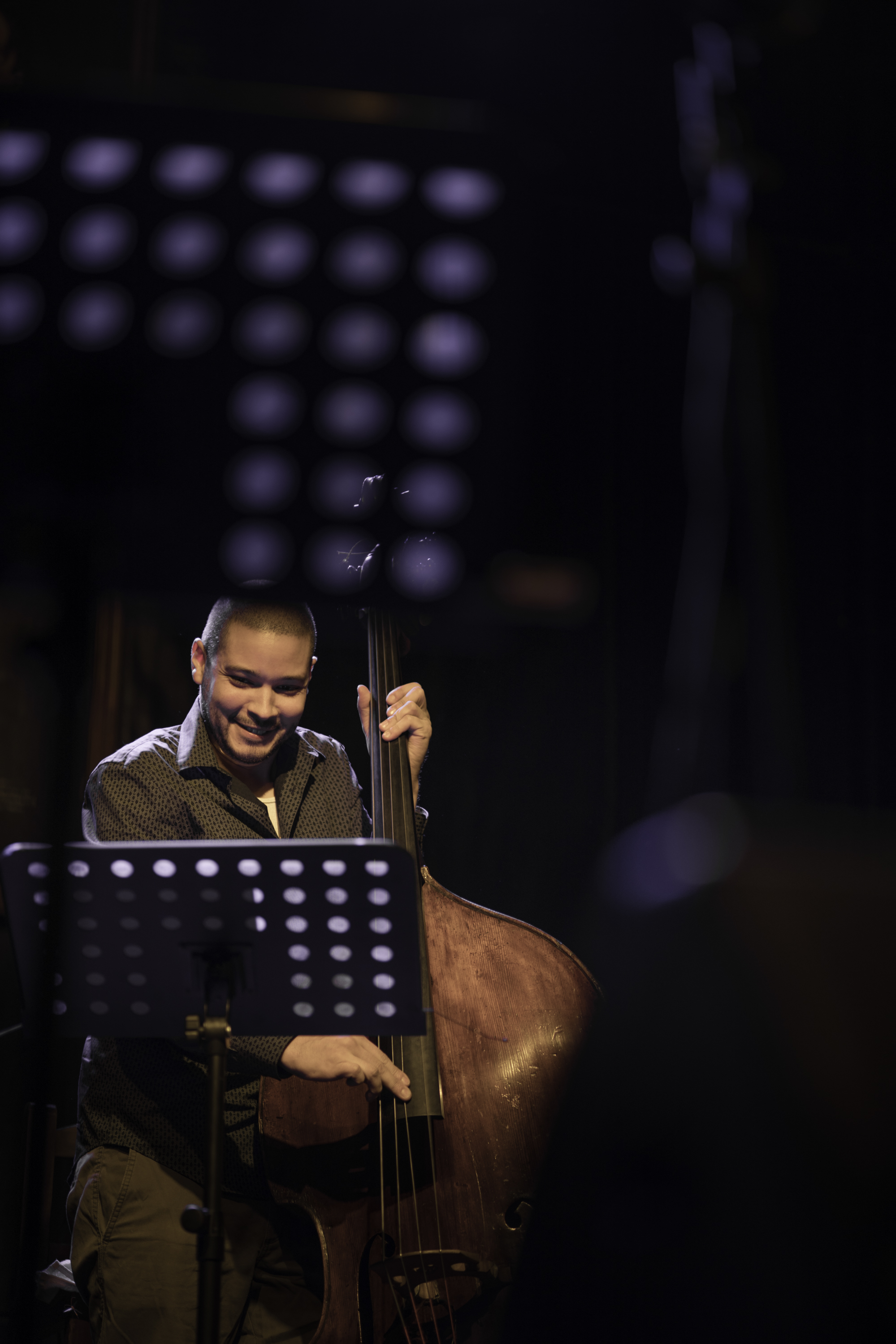
Luques Curtis beim 21 Festival Internacional de Jazz de Punta del Este 2017

Luques Curtis (* 17. August 1983 in Hartford, Connecticut) ist ein US-amerikanischer Jazzmusiker (Kontrabass, auch Komposition) des Modern Jazz.

## Leben und Wirken
Luques Curtis  trat schon in jungen Jahren auf. Er hatte Klavier, Violine, Cello und Tumbadoras studiert, ehe er sich mit dem Kontrabass beschäftigte. Bevor er die High School besuchte, spielte er mit Chucho Valdés in einem Club in Manhattan mit einer Kinder-Bass. Er absolvierte das Berklee College of Music in Boston; im Laufe seiner Audbildug hat er bei Bassisten wie Dave Santoro, Andy Gonzalez, Carlos del Puerto, John Lockwood, Ron Mahdee, Mickey Bass und Volkan Orhan studiert. Seit den 2000er-Jahren arbeitete er u. a. mit Gary Burton (mit dem auch 2004 in Berklee erste Aufnahmen entstanden) außerdem mit Donald Harrison, Ralph Peterson, Christian Scott, Eddie Palmieri (Sabiduría, 2017) und Romain Collin. Im Bereich des Jazz war er zwischen 2004 und 2018 an 64 Aufnahmesessions beteiligt, zuletzt mit Eddie Palmieri (Mi Luz Mayor) und Chief Adjuah (Bark Out Thunder Roar Out Lightning , 2023). Zu hören ist er auch auf Josh Lawrence’ Album Measured Response (2024).

## Diskographische Hinweise
- Luques Curtis / Zaccai Curtis / Ralph Peterson: Triangular III
- Luques Curtis / Victor Gould / Stafford Hunter: Continuum